# Cardinia (geslacht)
Cardinia is een geslacht van uitgestorven tweekleppigen, dat leefde van het Laat-Trias tot het Vroeg-Jura.

## Beschrijving
De schelp van deze tweekleppige bestond uit twee kleppen met een onregelmatige, concentrische bandensculptuur. Vóór de wervel lag een sterk verdiept driehoekig veldje, waardoor deze er ver overheen stak. De dikke laterale (aan de zijkant gelegen) slottanden waren het grootst. De lengte van de schelp bedroeg ongeveer 1,7 centimeter.

## Leefwijze
Dit geslacht had een gravende leefwijze en bewoonde warme, ondiepe wateren, in zanderige en modderige ondergrond.